# Bert Webbink
Bert Webbink (Vriezenveen, 1962) is een Nederlands organist.

## Levensloop

### Studie
Bert raakte vanaf zijn zesde geïnteresseerd in kerkorgels en kreeg toen meteen als zijn eerste lessen. Hij ontving deze van Berend Stegeman. Vervolgens studeerde hij orgel bij Bertus Wessels en Egbert Schoenmaker. Tot slot studeerde hij nog bij Gijs van Schoonhoven aan het Koninklijk Conservatorium in Den Haag en het ArtEZ waar hij zijn Minor Music heeft afgerond.

### Carrière
Webbink werd na zijn studies benoemd tot organist aan de Ontmoetingskerk in Vriezenveen en de Hervormde Kerk in Dedemsvaart. Hij begeleid daarnaast koren als en voert als pianist en organist optredens en concerten uit. Als organist begeleidt hij onder meer het "Interkerkelijk Gemengd Koor Vriezenveen", het "Christelijk Mannenkoor Vriezenveen" en het "Algemeen Wierdens Mannenkoor". Hij is naast zijn muzikale werk ook docent wiskunde aan het Christelijke Scholengemeenschap het Noordik in Vriezeveen.

## Bladmuziek
- Psalm 63 bewerking en koraal
- 3 zettingen over Gezang 294
- 4 partita’s over Psalm 140